# Miss Ming
 (mars 2018).
Si vous disposez d'ouvrages ou d'articles de référence ou si vous connaissez des sites web de qualité traitant du thème abordé ici, merci de compléter l'article en donnant les références utiles à sa vérifiabilité et en les liant à la section « Notes et références ».
Candy Ming, également surnommée Miss Ming ou Candy Rainbow, née le 3 novembre 1990 à Dieppe, est une artiste, actrice, chanteuse et écrivaine française.

## Biographie
Candy Ming est née le 3 novembre 1990 à Dieppe.

### Actrice
En 2005, Benoit Delépine, Gustave Kervern et toute leur équipe du film Avida la découvrent alors qu'elle lit des poèmes à haute voix, et lui proposent de les rejoindre dans Groland.
Devenue ambassadrice virtuelle du Groland, elle invente le personnage de Grogirl, héroïne pure de Groland, ou de la Marianne grolandaise[réf. nécessaire].
Benoit Delépine et Gustave Kervern lui demandent d'incarner Jenyfer dans Louise-Michel aux côtés de Yolande Moreau et de Bouli Lanners. Par la suite, elle continue de jouer dans leurs films Mammuth, Le Grand Soir, et Effacer l'historique.
Elle incarne le rôle principal dans Mon amoureux de Daniel Metge (en), aux côtés de Salomé Stévenin et Grégory Givernaud, ce qui lui vaut un prix d'interprétation au festival du court métrage de Toronto.
En 2012, elle écrit et réalise son premier court-métrage, Déferlente.
En 2013, Yolande Moreau confie à Candy Ming le rôle féminin principal dans Henri, son deuxième film en tant que réalisatrice.
Elle joue ensuite dans L'Hermine de Christian Vincent aux côtés de Fabrice Luchini et de Sidse Babett Knudsen et dans plusieurs films de Jean-Henri Meunier.  Elle évolue aussi comme voix-off sur d'autres projets,.

### Autres activités
Candy Ming est également écrivaine, peintre et chanteuse,.
Elle réalise divers films d'animation et des clips (pour ses productions musicales et pour d'autres musiciens) dont l'ambiance est volontairement absurde, enfantine, et mélange les matières et des techniques.
Elle écrit des chansons pour son avatar Candy Rainbow.
Elle crée ensuite la Société Protectrice des Artistes Abandonnés (SPAA) avec ses filles, Lizzy Popolini, Cassiopée Ming et Oranne Ming. L'association est parrainée par Gérard Depardieu et compte Michael D'Amour (ancien membre du groupe Les Skalopes), Fabien Cauchy parmi ses partenaires.
Elle est aussi artiste plasticienne et réalise de nombreuses œuvres en mélangeant les techniques. Candy Ming est doctorante en arts plastiques.
Depuis 2015, elle participe au projet de l'Arche de Quentin Rouchet en réalisant des séries de portraits d'animaux en noir et blanc sur format A4.
À la suite de ses contributions à La poésie de la semaine sur Radio 87, elle devient directrice de la station et crée la rubrique Le Coup de cœur de miss Ming tout en continuant à contribuer à La poésie de la semaine. Radio 87 ferme ses portes en octobre 2018 .
En décembre 2019, elle publie l'Arche de Miss Ming, un conte dans lequel une arche magique emmène Candy, Lizzy, Cassiopée, et Oranne à la rencontre d'animaux.

## Publications
- 2008 : La Nostalgie, publiée dans le journal Les Adex.
- Credo Quia Absurdum, éditions Mécanique populaire.
- 2010 : Farfelade, éditions Mécanique populaire.
- 2013 : Effronterie (Manifeste Impertinent de Gustave de Kervern), éditions Autrement.
- 2014 : Feuilles, Pluie, Sel, éditions Hypallage.
- 2018 : La Désencyclopédie du Groland revisitée, atome 1 tome un c'est bien, éditions Société protectrice des artistes abandonnés.
- 2018 : Place des Héros avec les photos de Fabien Cauchy, Jacques Flament éditions.
- 2019 : L'Arche de Miss Ming, éditions Société protectrice des artistes abandonnés.
- 2020 : Le Manifeste de l'Art incasable et inclassable, éditions Société protectrice des artistes abandonnés.

## Filmographie

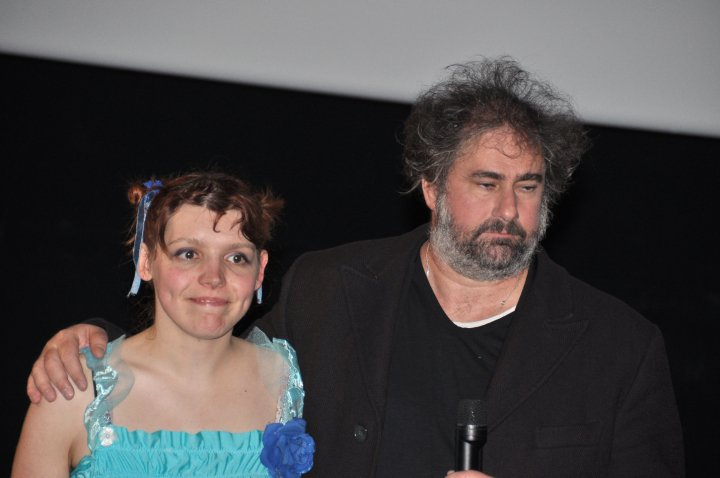
Miss Ming avec Gustave Kervern, lors d'une avant-première de Mammuth en 2010.

### Cinéma
Sauf indication contraire, les informations mentionnées dans cette section peuvent être confirmées par la base de données cinématographiques IMDb,  présente dans la section « Liens externes ».
- 2007 : Credo Quia Absurdum, de Jean-Louis Laforêt : la Vierge (performance artistique, danse du visage)[réf. nécessaire]
- 2008 : Louise-Michel, de Gustave Kervern et Benoît Delépine : Jennifer, la cousine cancéreuse[12]
- 2010 : Mammuth, de Gustave Kervern et Benoît Delépine : Solange Pillardosse
- Une âme d'enfant, de Winifrey Bandera Guzman : la jeune femme
- Garde-fous, de Gillian Canfourier : la folle du Manège
- Evil Dance[Quand ?], de Misha Gunter : l'étrangleuse[réf. nécessaire]
- 2011 : Karminsky-Grad, de Jean-Jacques Rousseau : Fernande
- Don d'organes[Quand ?], de Stéphan Brachet : la patronne du bar[réf. nécessaire]
- 2011 : Mon amoureux (court métrage), de Daniel Metge : Laurie
- 2012 : Bocuse (court métrage), de Stéphanie Pillonca-Kervern et de Géraldine Lemaître Renault : Marie
- 2012 : Le Grand Soir, de Gustave Kervern et Benoît Delépine : la femme de ménage sourde et muette
- TDA[Quand ?], de Maël Rannou : la patiente[réf. nécessaire]
- 2012 : Déferlente (court métrage), de Winifrey Bandera Guzman et Zoé Delépine, scénario de Miss Ming : Cassiopée adulte
- 2013 : Henri de Yolande Moreau : Rosette[13]
- 2013 : Cinématon #2770 de Gérard Courant : elle-même
- 2013 : Vive Groland (Journal du FIFIGROT 2013), épisode des Carnets filmés de Gérard Courant : la Marianne grolandaise, ambassadrice de Groland
- 2013 : Visite officielle avec parade du Président Salengro à Toulouse, épisode des Carnets filmés de Gérard Courant : l'ambassadrice de Groland
- 2014 : Ablations d'Arnold de Parscau : photo de famille avec sa fille Cassiopée Ming[réf. nécessaire]
- 2015 : Histoire d'une mère de Sandrine Veysset, Jeanne Moreau et Lou Lesage : une invitée avec sa fille Cassiopée[réf. nécessaire]
- 2015 : En mai, fais ce qu'il te plaît de Christian Carion : une mère en exode
- 2015 : Faut savoir se contenter de beaucoup de Jean-Henri Meunier : elle-même
- 2015 : L'Hermine de Christian Vincent : Jessica Marton
- 2016 : Le Mari de mon mari de Charles Nemes : une jeune[réf. nécessaire]
- 2017 : Asile de Adrien Junker : la voyageuse bavarde[réf. nécessaire]
- 2017 : Chez nous de Lucas Belvaux : la femme handicapée (scène coupée avec Catherine Jacob et Émilie Dequenne)[réf. nécessaire]
- 2018 : Marc-Antoine d'Augustin Vaugeois : la voix dans la chambre[14]
- 2019 : No Men de Jean-Henri Meunier : la révoltée[réf. nécessaire]
- 2019 : La Forêt de mon père de Vero Cratzborn : la patiente en HP
- 2020 : À l'Ouest de Cédric Tanguy et Nicolas Bellomchambre : Candy Blondel[réf. nécessaire]
- 2020 : La Tête cachetonnée de Jean-Henri Meunier : la diseuse de bonne aventure[réf. nécessaire]
- 2020 : Nos intentions fébriles de Jean-Henri Meunier : la révolutionnaire du cœur[réf. nécessaire]
- 2020 : Effacer l'historique de Benoît Delépine et Gustave Kervern : la guichetière de la Poste
- 2020 : L'Esclave du temps, épisode des Carnets filmés de Gérard Courant : elle-même[réf. nécessaire]
- prévu en 2021 : Nous ne sommes plus des enfants de Maxence[Quoi ?] : voix off de l'ordinateur[réf. nécessaire]
- 2023 : Captives d'Arnaud des Pallières : Kenavo
- 2024 : Mon inséparable d'Anne-Sophie Bailly : la serveuse

### Documentaires
- 2010 : Making fuck off, film documentaire sur le tournage Mammuth de Fred Poulet : elle-même
- 2010 : Le Loup dans la bergerie, film documentaire animalier de Zoé Delépine : voix off

### Télévision
- 2007 : 7 jours au Groland, émission sur Canal+, de Jules-Édouard Moustic et Benoît Delépine : une manifestante
- 2010 : Groland Magzine, émission sur Canal +, de Jules-Édouard Moustic et Benoit Delépine : une Alsacienne

### Réalisation
- 2006 : Salamalekum, clip d'animation d'après les illustrations de Lore Barges, avec Dragibus, diffusé sur Les Films faits à la maison, Canal+
- 2006 : Inu, clip d'animation d'après les illustrations de Mami Chan
- 2007 : Hé Ho Lapin gris, clip d'animation avec Klimperei
- 2008 : Qui a attrapé, clip d'animation karaoké sous le nom de Candy Rainbow, RDC studios, diffusé sur Canal+ et sélectionné sur Créa+
- 2009 : Branlage ibérique, clip d'animation karaoké sous le nom de Candy Rainbow, RDC studios, diffusé sur Canal+ et sélectionné sur Créa+
- 2010 : Santa-Dog, clip avec le groupe The Residents
- 2010 : Montre-moi, clip d'animation karaoké sous le nom de Candy Rainbow, RDC studios
- 2010 : Nearest Star, clip d'animation d'après les illustrations de Mike Langlie, pour TWINK
- 2010 : Hoppity Jones, clip d'animation d'après les illustrations de Mike Langlie, pour TWINK
- 2012 : Les Allumettes, clip karaoké avec Klimperei
- 2017 : Pain au chocolat, clip karaoké avec Marianne Grolandaise, famille Nazbrock, théâtre à bout de bras pour Candy Rainbow et Michael D'Amour (ex-Les Skalopes)
- 2017 : Halloween, clip karaoké avec Cassiopée Ming et Oranne Ming, Candy Rainbow et Michael D'Amour (ex-Les Skalopes)
- 2018 : We are Women, clip karaoké avec Lizzy Popolini Ming, Cassiopée et Oranne Ming pour Candy Rainbow et Michael D'Amour (ex-Les Skalopes)
- 2018 : Le Coup de cœur de Miss Ming, Le Cadeau de mariage du Prince Harry et Meghan Markle du 19 mai 2018.
- 2018 : Le Coup de cœur de Miss Ming, Poisson d'avril, animation en stop motion.
- Le Coup de cœur de Miss Ming, Hommage, Gromage à Christophe Salengro
- Le Coup de cœur de Miss Ming, Gégé, dédicace pour Gérard Depardieu, animation à partir de la toile de Miss Ming.
- Le Coup de cœur de Miss Ming, Chamarade, animation à partir de tissu et dessins, la poésie de la semaine sur Radio87[15].
- Le Coup de cœur de Miss Ming, Corinne Masiero, vidéo, avec Lizzy Popolini Ming et Cassiopée Ming,la poésie de la semaine sur Radio87[16].
- 2019 : Snow on the rainbow, clip d'animation karaoké, Candy Rainbow et Michael D'Amour (ex-Les Skalopes).
- Little Snail, clip d'animation en anglais, français, espagnol, Collection le Monde Enchanté de Candy Ming.
- 2020 : Little Bee, clip d'animation Karaoké en anglais, français, espagnol, musique Candy Rainbow et Christophe M.
- Candy Ming VLOG : Jeux d'enfant 1 et 2 avec Oranne Ming.
- Boule, clip d'animation, d'après Ptôse , musique de Klimperei et de Sacha Czerwone.
- Le Monde enchanté de Candy Ming : la famille tortue, musique de Miss ming avec Lizzy et Cassiopée Ming.
- Candy Ming VLOG : Le printemps avec Cassiopée et Oranne Ming.
- Candy Ming VLOG : Jeux d'enfant 1, 2, 3 et 4 avec Oranne Ming.
- La Chanson du gris, clip d'animation, musique de Klimperei.

## Arts plastiques
Sous le pseudonyme Miss Ming.
- 2012 : Collection Miss Ming fait son cinéma, série de tableaux, technique mixte, sur les rôles de Candy Ming au cinéma et à la télévision.
- 2014 : Collection Family art, à l'occasion des 40 ans de la catastrophe minière du 27 décembre 1974 de Liévin, « Entre l'attente et l'espoir, effervescence », triptyque technique mixte sur bois, exposé au cinéma arc en ciel de Liévin.
  - Les Droits des Enfants, série de dessins et poèmes sur carton, exposée à la Salle François Mitterrand, Liévin
  - Collection « Liberté, Egalité, Fraternité , Technique mixte sur toile, exposé au cinéma Arc Ciel, Liévin
- 2015 : Collection Faune et Flore, L'Arche de Quentin Rouchet, série d'animaux en noir et blanc, technique mixte, format A4.
- 2016 : Collection L'évidence de l'amour, série de tableaux, technique mixte, collages, acrylique, vernis...
- Collection Miss Ming fait son sport, la gymnastique rythmique et sportive sur glace, technique mixte sur toile,60X70 cm.
- 2017 :
- Série de photos en noir et blanc, pas d'explications, pas d'être humain, en 7 jours
- Série de stickart
- 2018 : Collection La mer, mère dans tous ses états, trois compositions, technique mixte sur les thèmes de la mer et de la mère.
- 2019 : Collection Le coup de cœur de Miss Ming, série de tableaux et de dessins, technique mixte, sur des personnes illustres comme des artistes. 
  - Collection Miss Ming au diapason, série de tableaux, technique mixte, sur la musique de Candy Ming.
- 2020 :
  - Collection Le Monde enchanté de Candy Ming, série de tableaux et de dessins, technique mixte, sur le monde de l'enfance.
  - Collection Faune et Flore, les merveilles du Monde, série de dessins, technique mixte.
  - Collection Le coup de cœur de Miss Ming, série de tableaux et de dessins, technique mixte, sur des personnes illustres comme des artistes.

## Musique

### Miss Ming
- 2008 : Credo Quia Absrdum, groupe Miss Ming et sa Chandelle Magique, livre-CD, éd. Mécanique populaire.
- 2015 : Fifteen Flies in the Marmelade, reprise de The Legendary Pink Dots, groupe Miss Ming et sa Chandelle Magique, Compilation Créatio Ex Materia 1 - Escape Deluxe Limited Edition
- 2018 : Envolée de Miss Ming et Jean-Luc Ming, Société Protectrice des artistes abandonnés production.
- 2020 : Escargot à l'ail avec Klimperei.

### Candy Rainbow
- 2012 : Sucre d'orge, album de 5 titres, Qui a attrapé, Branlage ibérique, Montre-Moi, Na Né Fé, RDC studi
- 2014 : Candy Rainbow et le Kumquat, album de trois titres, Poisson d'avril, Sophie la girafe, Tané, Vahiné, Les Improductibles.
- 2016 : Candy Rainbow et Yann Def", Le Monde, Société Protectrice des Artistes Abandonnés. 
  - Le Temps des Cerises avec la voix du cœur, Société Protectrice des artistes abandonnés production.
  - Mon p'tit poulet, avec la prière du poulet, Société Protectrice des artistes abandonnés production.
- 2017 : Nous les femmes, Candy Rainbow et Michael D'Amour, ex-Les Skalopes, Société Protectrice des artistes abandonnés production. 
  - Pain au chocolat, Candy Rainbow et Michael D'Amour, ex-Les Skalopes, Société Protectrice des artistes abandonnés production.
  - Halloween, Candy Rainbow et Michael D'Amour, ex-Les Skalopes, Société Protectrice des artistes abandonnés production.
- 2018 : Regarde-moi, Candy Rainbow et Michael D'Amour, ex-Les Skalopes, Société Protectrice des artistes abandonnés production. 
  - Nut Nut à mon écureuil, Candy Rainbow, Société Protectrice des artistes abandonnés production.
  - Poisson d'avril, indélébile, Candy Rainbow et Michael d'amour, Société Protectrice des artistes abandonnés production
  - Master-Bacon, Candy Rainbow et Michael d'amour, Société Protectrice des artistes abandonnés production (dédié à Mammuth de Benoit Delépine et Gustave de Kervern, et à Gérard Depardieu)
  - T'aimer encore, Candy Rainbow et Christophe M, Société Protectrice des artistes abandonnés production.
  - Bleu, Blanc, Rouge de Candy Rainbow, Société Protectrice des artistes abandonnés production.
  - Little Bee, Candy Rainbow et Christophe M, Société Protectrice des artistes abandonnés production.
  - Sel, Sel, Sel, Miss Ming et Lizzy Popolini Ming, Société Protectrice des artistes abandonnés production.
  - Little Bee, Candy Rainbow et Christophe M, Société Protectrice des artistes abandonnés production.
- 2019 : La révolution du myocarde, aux gilets jaunes de Candy Rainbow, Société Protectrice des artistes abandonnés production.
- Little Bee avec Christophe M.

## Chroniques radio
- Le Coup de cœur de Miss Ming depuis 2016.

## Distinctions
- 2000 : Premier prix de la meilleure lettre d'amour, Mers les Bains[17].
- 2002 : Second prix du scénario, pour Histoire de Mollusque, Sèvres[17].
- 2003: Second prix du scénario, pour Bicyclette à Saint-Étienne[17].
- 2003 : Second prix de la poésie, pour Promenades en Picardie, Mers les Bains[17].
- 2004 : Troisième prix de la nouvelle pour La Mesure de Meuh Sûre, Sèvres[réf. nécessaire].
- 2007 : Prix mention spéciale du Jury du meilleur court-métrage d'animation, Hé Ho Lapin, musique de Klimperei, Cinéma L'Archipel, Paris[17].
- 2012 : Meilleure performance dans un court métrage en prises de vue réelles, Laurie dans Mon amoureux, au festival de courts métrages de Toronto[2].
- 2012 : Prix du Jury, « mention spéciale prix d'interprétation féminine », Laurie dans Mon amoureux, Festival Jean-Carmet à Moulins[18].
- 2012 : Prix d'interprétation féminine et Grand Prix FYA, Fes'Yves Arts, Étel pour Mon amoureux[19].
- 2012 : Nommée au Prix international du meilleur court-métrage » de Toulouse pour Déferlente[3].
- 2012 : Prix de la meilleure interprétation féminine, Festival du film international de Toulouse, Cassiopée dans Déferlente.
- 2012 : Prix du meilleur scénario originale, festival du film international de Toulouse, pour Déferlente[17].
- 2013 : Prix meilleur espoir féminin, Rosette dans Henri, Festival des avants-premières de Cosne-sur-Loire[17].
- 2014 : Prix unique coup de cœur des lumières , flambeau de l'humanité, Rosette dans Henri, Paris[20].
- 2014 : Nommée pour le  Prix Lumières du meilleur espoir féminin, Rosette, dans Henri[2].